# فيكتور فايزولين
فيكتور فايزولين (بالروسية: Файзулин, Виктор Игоревич)‏ (مواليد 22 أبريل 1986) هو لاعب كرة قدم. يلعب مع منتخب روسيا لكرة القدم. سبق له أن لعب في كأس العالم لكرة القدم مع منتخب بلاده.

## مسيرته الكروية
لعب فيكتور فايزولين خلال مسيرته الاحترافية مع 5 أندية في أربعة عشر موسمًا وسجل خلالها 32 هدفًا ضمن 245 مباراة. حيث فاز في موسمين بالكأس وفي ثلاثة مواسم بالدوري.
خاض فيكتور فايزولين مسيرته مع نادي سكا خاباروفسك في موسم 2004 واستمر معه طيلة ثلاثة مواسم، مشاركًا في 51 مباراة سجل خلالها 8 أهداف. ثم انتقل إلى نادي سبارتاك نالتشيك ما بين عامي 2007 و2008 لمدة موسم واحد، حيث شارك في 28 مباراة سجل خلالها 3 أهداف. لينتقل بعدها إلى نادي زينيت سانت بطرسبرغ في موسم 2008 ليلعب معه ثمانية مواسم، مشاركًا في 157 مباراة سجل خلالها 21 هدفًا. ثم انتقل إلى FC Zenit-2 Saint Petersburg ‏ في موسم 2016–17 لمدة موسم واحد، لم يشارك في أي مباراة ولم يسجل أي هدف.

## روابط خارجية
- فيكتور فايزولين على موقع الاتحاد الدولي (مؤرشف)  (الإنجليزية)
- فيكتور فايزولين على موقع الاتحاد الأوربي (الإنجليزية)
- فيكتور فايزولين على موقع قاعدة بيانات كرة القدم.إي يو (الإنجليزية)
- فيكتور فايزولين على موقع ناشيونال فوتبول تيمز (الإنجليزية)
- فيكتور فايزولين على موقع Soccerway.com (الإنجليزية)
- فيكتور فايزولين على موقع AS.com (الإسبانية)